# Miquel Pontich i Izern

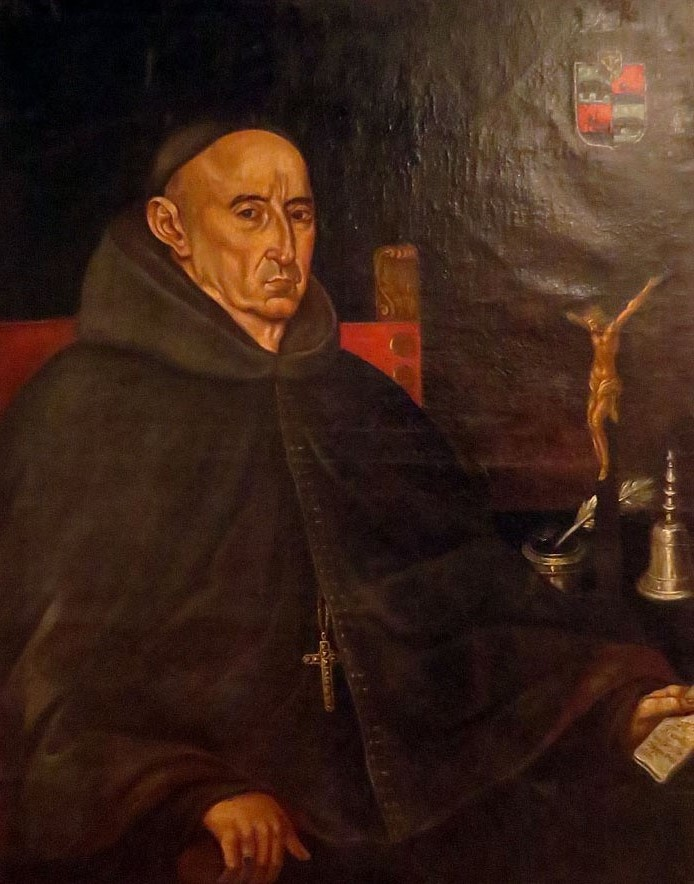
Miquel Pontich i Izern (Ölbild anonym, letztes Drittel 17. Jahrhundert)

Miquel Pontich i Izern, OFM (auch Miquel Pontic, * 20. November 1632 in Bouleternère; † 26. Januar 1699 in Girona) war ein katalanischer Franziskaner, der ab 1686 bis zu seinem Tode Bischof von Girona war.

## Leben und Werk
Miquel Pontich trat als junger Mann in das Franziskanerkloster von Perpignan ein und absolvierte dort geisteswissenschaftliche und philosophische Studien. Er studierte zudem in Girona, Reus und Vic. In Vic wurde er 1654 zum Priester geweiht. Er wirkte als Dozent für Philosophie in Vic und als Dozent für Theologie in Girona, Tarragona und Barcelona. Seine Karriere innerhalb des Ordens nahm einen stetigen Aufstieg. Er wurde Aufseher und Verwalter mehrerer Klöster und im März 1684 Ordensprovinzial von Katalonien.
Als er die höchste Verantwortung des Franziskanerordens innehatte, wurde er von Karl II. von Spanien zum neuen Bischof von Girona ernannt. Papst Innozenz XI. bestätigte ihn am 30. April 1686 in dieser Position. Als Bischof ließ er die große Zugangstreppe zur Kathedrale von Girona bauen. Er zeichnete sich durch regelnden Ausgleich alter Zwistigkeiten im Domkapitel von Girona aus. Er ließ 1690 das Franziskanerkloster Sant Salvi de Cladells (Selva) errichten und 1699 die Klarissen-Kirche in Girona restaurieren. Während der Besetzung der Stadt im Pfälzischen Erbfolgekrieg durch den französischen Marschall Anne-Jules de Noailles (1694–1697) musste er Girona verlassen, wohin er erst 1698, kurz vor seinem Tode, zurückkehrte.